# La Comarca (1883-1884)
La Comarca era una publicació setmanal, editada a Igualada entre 1883 i 1884.

## Descripció
Portava el subtítol Periódico semanal eco de los intereses morales y materiales de Igualada y su partido.
La redacció i l'administració eren a la impremta de Marian Abadal, a la rambla de Sant Isidre, núm. 21, d'Igualada.
Se’n van publicar 28 números. El primer es va publicar el 23 de setembre de 1883 i el darrer portava la data de 30 de març de 1884. El seu format era de 42 x 32 cm i tenia quatre pàgines a tres columnes.

## Continguts
Com la majoria de publicacions igualadines d'aquesta època, donava la màxima importància a l'article editorial, que ocupava tota la primera pàgina. En el primer número afirmen voler defensar els interessos d'Igualada “tanto morales como materiales, con la fe del creyente y la cristiana resignación del màrtir”.
Venia a ser la continuació de El Porvenir de Igualada (1882-1883) i, com aquest periòdic, va mantenir polèmiques freqüents contra el Semanario de Igualada i La Democracia (1883-1885). La majoria d'articles anaven sense signar, però s'hi troben els noms de B. Antequera i Rafael Solves.

## Localització
- Biblioteca Central d'Igualada. Plaça de Cal Font. Igualada (col·lecció completa i relligada)